# Партия независимости Аляски
Партия независимости Аляски (англ. Alaskan Independence Party) — американская политическая партия, выступающая за выход штата Аляска из состава США и создание собственного государства. Придерживается либертарианской идеологии.
По состоянию на май 2009 года в партии зарегистрировано около 13,1 тыс. членов.
Зарегистрирована в 1984 году. Была создана Джо Воглером (Joe Vogler) как движение Алянскинцы за независимость (Alaskans for Independence) в 1973 году, в 1978 преобразованное в партию. 
Партия призывает к передаче в собственность Аляски земли из федеральной собственности, контролю за ношением оружия, лишению права голоса американских военнослужащих в Аляске, выводу американских военных объектов с территории Аляски.
В 1990 году представитель партии Уолтер Джозеф Хикель (Walter Joseph Hickel) победил на губернаторских выборах в Аляске. В 2004 году партия выдвинула своего кандидата на президентских выборах в США. В 2006 году партия поддержала независимого кандидата — республиканку Сару Пэйлин, которая замужем за бывшим тогда активным членом партии.